# باول هينينج
باول هينينج (بالإنجليزية: Paul Henning)‏ هو كاتب أغاني ومنتج أفلام وكاتب سيناريو أمريكي، ولد في 16 سبتمبر 1911 في إنديبندنس في الولايات المتحدة، وتوفي في 25 مارس 2005 في بربانك في الولايات المتحدة.

## وصلات خارجية
- باول هينينج على موقع IMDb (الإنجليزية)
- باول هينينج على موقع ميوزك برينز (الإنجليزية)
- باول هينينج على موقع قاعدة بيانات برودواي على الإنترنت (الإنجليزية)
- باول هينينج على موقع أول ميوزيك (الإنجليزية)
- باول هينينج على موقع ديسكوغز (الإنجليزية)
- باول هينينج على موقع قاعدة بيانات الفيلم (الإنجليزية)